# 東聖多明哥
東聖多明哥（西班牙语：Santo Domingo Este）是中美洲國家多明尼加共和國的城市，也是聖多明哥省的首府，位於該國南部，面積106.29平方公里，主要農產品有稻米和豆類，2012年人口701,269。